# 1147년

## 연호
- 남송(南宋) 소흥(紹興) 17년
- 금(金) 황통(皇統) 7년
- 일본(日本) 규안(久安) 3년
- 서하(西夏) 인경(人慶) 4년
- 리 왕조(李朝) 다이딘(大定) 8년

## 기년
- 남송(南宋) 고종(高宗) 21년
- 금(金) 희종(熙宗) 13년
- 고려(高麗) 의종(毅宗) 1년
- 서하(西夏) 인종(仁宗) 8년
- 리 왕조(李朝) 영종(英宗) 10년

## 사건
- 십자군 2차 공격, 다마스쿠스 공격 실패